# The Chieftains 8
The Chieftains 8 es el octavo álbum de The Chieftains, grabado en 1978 originariamente para la productora discográfica  Claddagh Records y reeditado por Columbia Records.

## Listado de canciones
1. The Session  4:31 tradicional
2. Doctor John Hart  3:54 tradicional
3. Seán Sa Cheo  2:26 tradicional
4. An tSean Bhean Bhocht/The Fairies' Hornpipe  5:11 tradicional
5. Sea Image  6:12 tradicional arreglos Paddy Moloney
6. If I Had Maggie In The Wood  2:57 tradicional
7. An Speic Seoigheach  3:37 tradicional arreglos Paddy Moloney
8. The Dogs Among The Bushes  2:06 tradicional
9. Miss Hamilton  2:51 tradicional
10. The Job Of Journeywork  4:17 tradicional
11. The Wind that Shakes the Barley/The Reel With The Beryle  2:49 tradicional

## Créditos
- Paddy Moloney – Uilleann pipes, tin whistle
- Seán Potts – Tin whistle
- Seán Keane  – violín
- Martin Fay – violín y huesos
- Michael Tubridy – flauta, concertina, tin whistle
- Derek Bell -  arpa céltica antigua, arpa céltica tardía, dulcémele
- Kevin Conneff - bodhrán